# رولف بوهمه
رولف بوهمه (بالألمانية: Rolf Böhme)‏ هو سياسي ألماني، ولد في 6 أغسطس 1934 في كونستانس في ألمانيا، وتوفي في فبراير 2019. حزبياً، نشط في الحزب الديمقراطي الاجتماعي الألماني. وقد انتخب سكرتير برلماني في ألمانيا ‏ وزارة المالية الاتحادية (1978 – 1982) وانتخب عمدة وانتخب عضوا في البوندستاغ الألماني خلال فترته النيابية ‏ (13 ديسمبر 1972 – 13 ديسمبر 1976).

## روابط خارجية
- رولف بوهمه على موقع مونزينجر (الألمانية)